# Cantó de Tolosa-4
El cantó de Tolosa-4 és un cantó francès del departament de l'Alta Garona, a la regió d'Occitània. Està inclòs al districte de Tolosa, està format només per la part del municipi que és cap de la prefectura, Tolosa de Llenguadoc.

## Barris
- Compans-Caffarelli
- Lo Bearnés
- Los Amidonièrs
- Los Minimes
- Los Sèt Denièrs